# Agnieszka Przepiórska
Agnieszka Przepiórska (ur. 26 lipca 1979 w Warszawie) – polska aktorka filmowa i teatralna.

## Życiorys
Urodziła się 26 lipca 1979 w Warszawie. Jest absolwentką Wydziału Aktorskiego w Państwowej Wyższej Szkole Sztuki Teatralnej i Filmowej w Sankt Petersburgu. Występuje w teatrze i filmach. W teatrze zadebiutowała w 2005, na deskach Teatru Dramatycznego im. Jerzego Szaniawskiego w Wałbrzychu. Od początku, tj. od września 2012, jest członkinią zespołu kabaretu „Pożar w Burdelu”.

## Filmografia
| Rok       | Tytuł                                | Rola                                                                           |
| --------- | ------------------------------------ | ------------------------------------------------------------------------------ |
| 2004      | Bulionerzy                           | lekarka pogotowia (odcinek 4)                                                  |
| 2006      | Bezsenność                           |                                                                                |
| 2006      | M jak Miłość                         | pielęgniarka (odcinek 444)                                                     |
| 2006–2007 | Fala zbrodni                         | rehabilitantka Adrianna Kerne (odcinki 71, 72, 73, 74, 76, 81, 82, 83, 86, 87) |
| 2007      | Tylko miłość                         | dziennikarka telewizyjna                                                       |
| 2008      | Mała Moskwa                          | ciężarna w szpitalu                                                            |
| 2008      | Supremax                             | Dominika                                                                       |
| 2008      | Mała Moskwa                          | ciężarna w szpitalu (odcinek 3)                                                |
| 2008      | Wydział zabójstw                     | Barbara Szeląg (odcinek 18)                                                    |
| 2008      | Glina                                | Dorota Czarnecka „Doris“ (odcinki 23, 24)                                      |
| 2009      | Przystań                             | policjantka Renata (odcinek 3)                                                 |
| 2009      | Plebania                             | ekspedientka (odcinek 1309)                                                    |
| 2011      | Czas honoru                          | Wala, służąca w gospodarstwie Heinricha (odcinki 45, 46, 47, 49)               |
| 2012      | Komisarz Blond i Oko sprawiedliwości | barmanka                                                                       |
| 2013      | Lekarze                              | Marta Cebulak, żona żużlowca Kamila (odcinek 19)                               |
| 2013      | Ojcze masz                           | Basia                                                                          |
| 2014      | Baron24                              | Magdalena Mykut z portalu internetowego „Pinczur“ (odcinek 5)                  |
| 2015      | Słaba płeć?                          | pielęgniarka                                                                   |
| 2015      | Ojciec Mateusz                       | lekarka policyjna (                                                            |
| 2015      | M jak Miłość                         | mama Bartka (odcinek 1165)                                                     |
| 2015      | Komisarz Alex                        | Urszula (odcinek 83)                                                           |
| 2015      | Prokurator                           | Katarzyna Drozd (odcinek 10)                                                   |
| 2016–2018 | Druga szansa                         | pielęgniarka Ewa Kilian                                                        |
| 2016      | Artyści                              | Marta Konieczna, żona Marcina                                                  |
| 2017      | Niania w wielkim mieście             | Izabela (odcinek 8)                                                            |
| 2018      | Podatek od miłości                   | pani magik                                                                     |
| 2019–2020 | Barwy szczęścia                      | Wanda, matka Mii                                                               |
| 2019      | Diagnoza                             | dziennikarka Krystyna Nowak (odcinki 41, 43, 51)                               |
| 2019      | Szóstka                              | prawniczka Ania (odcinki 1, 5)                                                 |
| 2019      | Echo serca                           | Alicja Górecka, matka Oliwki (odcinek 7)                                       |
| 2019      | O mnie się nie martw                 | Żermena Więciorek (odcinek 130)                                                |
| 2019      | Pod powierzchnią                     | lekarka (odcinki 9, 12)                                                        |
| 2020      | Ojciec Mateusz                       | Joanna Kurpiel (odcinek 299)                                                   |
| 2020      | Archiwista                           | Urszula Dederko, żona Andrzeja (odcinek 7)                                     |
| 2021      | Sexify                               | matka Kripola                                                                  |
| 2021      | Zupa nic                             | ekspedientka w meblowym                                                        |
| 2021      | Inni ludzie                          | ekspedientka                                                                   |
| 2022      | Papiery na szczęście                 | urzędniczka (odcinki 78, 125)                                                  |
| 2022      | Królowa                              | Róża Gawryszewska                                                              |
| 2022      | Bunt!                                | menadżerka (odcinek 24)                                                        |
| 2023      | Mój agent                            | lekarka (odcinek 11)                                                           |
| 2023      | Pati                                 | Julita Cichy, matka Pati                                                       |
| 2023      | Imago                                | Jola                                                                           |
| 2024      | Szadź 4                              | Kasia, partnerka Sylwii (odcinek 2)                                            |
| 2024      | Czarne stokrotki                     | Elżbieta Szolc, matka Tymka                                                    |
| 2025      | Putin                                | przybrana matka Putina                                                         |
| 2025      | Dom dobry                            | Jola                                                                           |

## Nagrody
- 2012: Nagroda na Ogólnopolskim Festiwalu Teatrów Jednego Aktora we Wrocławiu za spektakl „I będą święta“.
- 2013: Nagroda Jury Młodych „KomMiTywa“ za „przeniknięcie głębi...“ w spektaklu „Tato nie wraca“ w Teatrze WARSawy w Warszawie na XIII Festiwalu Dramaturgii Współczesnej „Rzeczywistość Przedstawiona“ w Zabrzu.
- 2013: Grand Prix oraz Nagroda Prezydenta Miasta Gdańska za monodram „Tato nie wraca“ na IV Festiwalu Monodramu „Monoblok“ w Gdańsku.
- 2014: Nagroda za rolę w spektaklu „Tato nie wraca“ w 20. Ogólnopolskim Konkursie na Wystawienie Polskiej Sztuki Współczesnej w Warszawie[3][4].
- 2014: Nagroda dla spektaklu „Tato nie wraca“ w 43. Ogólnopolskim Festiwalu Teatrów Jednego Aktora we Wrocławiu[5].
- 2025: Nominacja do Nagrody im. Cypriana Kamila Norwida za monodram „Ocalone” na podstawie tekstu Piotra Rowickiego w reżyserii Mai Kleczewskiej[6].